# Krzysztof Topór
Krzysztof Topór (ur. 10 stycznia 1972 w Nowym Targu) – polski biathlonista. Jego największym osiągnięciem na mistrzostwach świata w biathlonie było 6. miejsce w sztafecie w czasie w 2001 oraz 29. miejsce w sprincie, w czasie zawodów w Holmenkollen zaliczanych do Pucharu Świata w biathlonie w sezonie 1998/1999. Na mistrzostwach Europy zdobył dwa srebrne medale w sztafecie.

## Osiągnięcia

### Igrzyska Olimpijskie
| Rok  | Miejsce                  | IN | SP | PU | MS | RL |
| 1994 | Lillehammer              |    | 61 |    |    |    |
| 2002 | Salt Lake City/Park City | 74 | 61 |    |    | 9  |

### Mistrzostwa Świata
| Rok  | Miejsce     | IN | SP  | PU | MS | RL |
| 1999 | Kontiolahti | 45 | 77  |    |    | 14 |
| 2000 | Oslo        | 75 | 67  |    |    | 11 |
| 2001 | Pokljuka    |    | =63 |    |    | 6  |

IN – bieg indywidualny, SP – sprint, PU – bieg pościgowy, MS – bieg ze startu wspólnego, RL – sztafeta